# Gare de Mundolsheim
Gare de Mundolsheim vasútállomás Franciaországban, Mundolsheim településen.

## Vasútvonalak
Az állomást az alábbi vasútvonalak érintik:
- Párizs-Strasbourg-vasútvonal

## Kapcsolódó állomások
A vasútállomáshoz az alábbi állomások vannak a legközelebb:
- Gare de Vendenheim (Gare de Haguenau)
- Gare de Strasbourg (Gare de Strasbourg)